# Alfredo Binda
Alfredo Binda (11 de agosto de 1902 - 19 de julio de 1986) fue un ciclista italiano, apodado La Gioconda por su elegancia y sonrisa permanente. Ganador cinco veces del Giro de Italia (1925, 1927, 1928, 1929 y 1933) y tres veces del Campeonato del Mundo (1927, 1930 y 1932). Está considerado como el primer gran corredor de la historia del ciclismo.
Tras retirarse, dirigió el Equipo Ciclista Nacional de Italia. Bajo su mando, Fausto Coppi, Gino Bartali y Gastone Nencini consiguieron imponerse en el Tour de Francia.

## Primeros años
Aunque nació en Cittiglio (cerca de Varese), Binda creció en Niza, en el sur de Francia. Era hijo de Maffeo Binda (empresario de la construcción), el décimo de catorce hermanos. Encontró trabajo con su tío como aprendiz de yesero, mientras pasaba todo su tiempo libre montando en bicicleta con su hermano Primo. Comenzó a competir en septiembre de 1921; con 19 años ganó su primera carrera (aunque fue descalificado posteriormente). Estaba claro desde el principio que estaba inmensamente dotado como rodador y escalador, faceta en la que destacaba especialmente.

## Carrera ciclista
Se convirtió en profesional en 1922. Atraído por las 500 liras del premio al mejor escalador en la subida al Ghisallo, Binda rodó desde Niza a Milán con el fin de competir en el Giro de Lombardía de 1924. Ganó el premio, terminó cuarto en la carrera, y se le ofreció de inmediato un contrato con el equipo profesional Legnano.
Tras conseguir algunas victorias, su consagración llegó en 1925 al ganar el Giro de Italia y el Giro de Lombardía. En ambas carreras dominó en los años siguientes. Ganó el Giro en los años 1925, 1927, 1928, 1929 y 1933 y el Giro de Lombardía en 1925, 1926, 1927 y 1931.

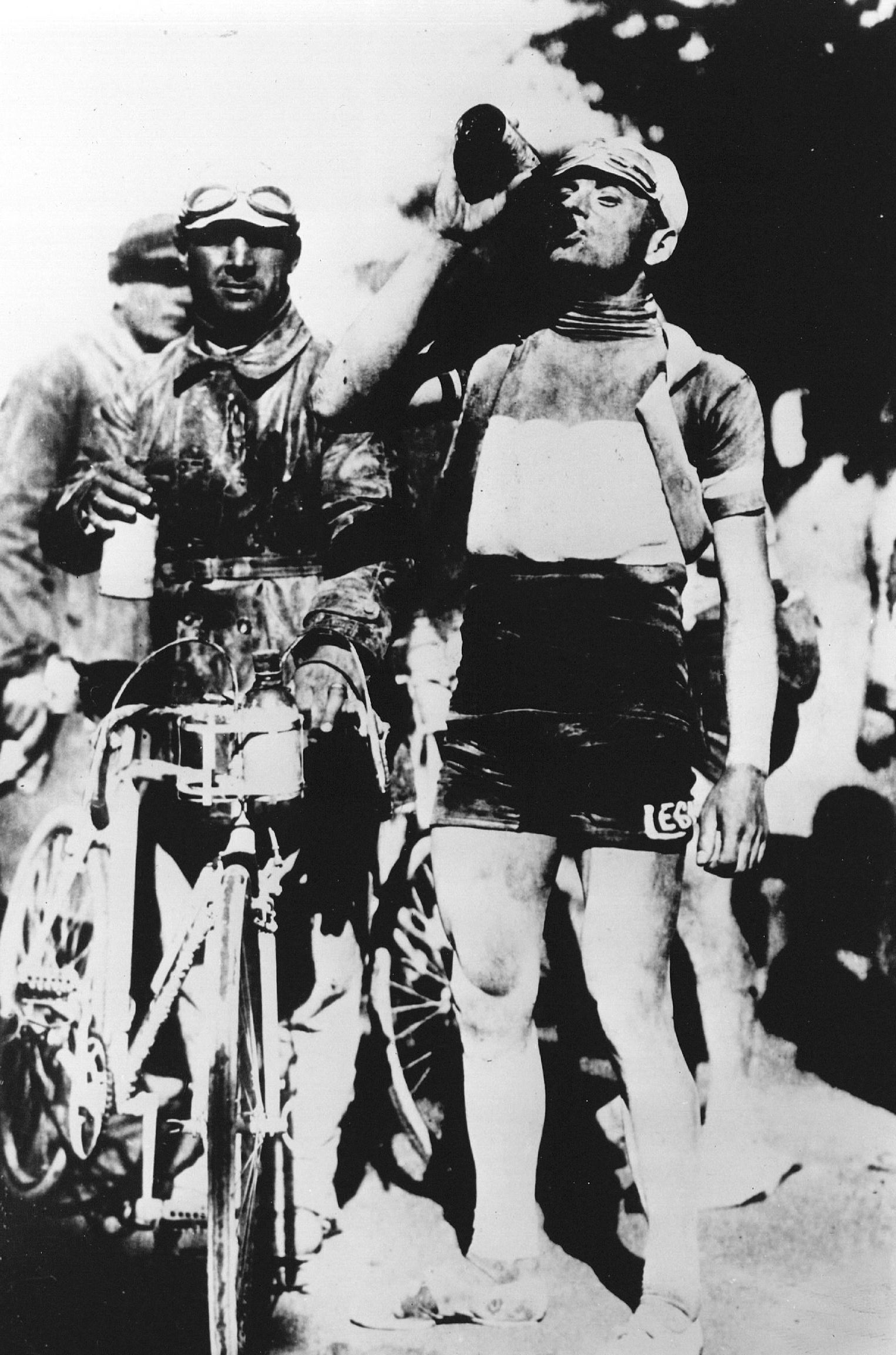
Alfredo Binda en 1924

Su primer gran triunfo, el Giro de Italia de 1925, fue el comienzo de una enconada rivalidad. Se daba por sentado que iba a ser el último giro de la legendaria carrera del campionissimo Costante Girardengo, y todo el mundo en Italia esperaba su victoria. Su derrota a manos de Binda, un debutante en el Giro de 23 años de edad, fue profundamente impopular. El caso es que Girardengo, herido en su orgullo, resolvió continuar compitiendo, desarrollándose una rivalidad cáustica entre ambos, incluso más allá de lo personal. Con Girardengo ya en decadencia, los italianos confiaron infructuosamemte en Domenico Piemontesi para batir a un fuera de serie como Binda, que estaba irremediablemente fuera de su alcance.
En 1929 Girardengo "descubrió" a un ciclista véneto prodigiosamente fuerte procedente de los velódromos, Learco Guerra, y lo ungió como su heredero, el nuevo "anti-Binda". Guerra se parecía mucho a Girardengo como ciclista, y era muy popular. Contaba con el apoyo del Partido Fascista italiano, y por extensión, de la prensa y del gran público. Binda, por otro lado, hizo una famosa declaración, en la que manifestaba que "No tengo ningún interés en dar espectáculo. Más bien, mi negocio es simplemente ganar carreras de bicicletas". Cada vez que derrotaba a Guerra, la antipatía del público italiano crecía. Mientras que Guerra era un hombre afable, expansivo y abierto, Binda fue percibido como frío y distante, siempre pomposo.
Su dominio en el Giro fue arrollador: además de sus cinco victorias totales, ganó 41 etapas, un récord que mantuvo hasta el año 2003 cuando lo rompió Mario Cipollini. En 1927, ganó 12 de las 15 etapas, y en 1929 ganó 8 etapas consecutivas. Tal dominio ejercía, que la organización (Gazzetta dello Sport) le pagó 22.500 liras correspondientes a lo que hubiera percibido por ganar la clasificación general y varias etapas, de haber participado en el Giro de 1930 y así, recuperar la emoción de la prueba sin su presencia, . En su lugar, tomó parte ese año en el Tour de Francia, ganando dos etapas.
Fue el ganador de la primera edición del Campeonato del Mundo de ciclismo. Ganó el título en tres ocasiones: en 1927, 1930 y 1932, un récord igualado más tarde por los belgas Rik Van Steenbergen, Eddy Merckx, el español Óscar Freire y el eslovaco Peter Sagan. Además, quedó tercero en 1929. Otras victorias de Binda comprenden los campeonatos de Italia (cuatro veces) y la Milán-San Remo (dos veces).
No fue sino hasta 1932, al ganar su tercer Campeonato Mundial de Ciclismo en Roma, cuando el público empezó a apreciarlo. Para entonces, Binda había redefinido tanto la metodología de entrenamiento y las carreras, que se convirtió indiscutiblemente en el mejor ciclista de la historia hasta ese momento. Para muchos comentaristas italianos, fue el mejor y más completo ciclista hasta la aparición de Fausto Coppi.

## Reconocimientos y honores
- El superlativo italiano "campionissimo" (campeón de campeones), se utilizó para calificar sucesivamente a Costante Girardengo,[7] Alfredo Binda,[8] Gino Bartali y Fausto Coppi, y no volverá a ser utilizado para ningún otro campeón después de la muerte de este último.[9]
- Trofeo Alfredo Binda-Comune di Cittiglio. Carrera ciclista femenina creada en su honor en 1974, integrada en la Copa del Mundo femenina.[10]
- La Società Ciclistica Alfredo Binda de Varese recibió este nombre en su honor.[11]
- Museo Alfredo Binda en Cittiglio, su localidad natal, abierto desde 1986.[12]
- Fue designado como uno de los ciclistas más destacados de la historia al ser elegido en el año 2002 para formar parte de la Sesión Inaugural del Salón de la Fama de la UCI.[13]

## Palmarés
| 1924 - Tour du Sud-Est 1925 - Giro de Italia , más 1 etapa - Giro de Lombardía - 2.º en el Campeonato de Italia en Ruta 1926 - Giro del Piamonte - Giro de Lombardía - Campeonato de Italia en Ruta - Giro de Toscana - 6 etapas del Giro de Italia - Roma-Nápoles-Roma - Giro de la Provincia de Milán (con Giovanni Brunero) - Milán-Módena 1927 - Giro de Italia , más 12 etapas - Giro del Piamonte - Giro de Lombardía - Campeonato del Mundo en Ruta - Campeonato de Italia en Ruta - Giro de Toscana 1928 - Giro de Italia , más 6 etapas - Giro del Veneto - Vuelta a Colonia - Campeonato de Italia en Ruta | 1929 - Giro de Italia , más 8 etapas - Milán-San Remo - 3.º en el Campeonato del Mundo en Ruta - Campeonato de Italia en Ruta - Giro de la Romagna 1930 - 2.º en el Campeonato de Italia en Ruta - 2 etapas del Tour de Francia - Campeonato del Mundo en Ruta 1931 - Giro de Lombardía - Milán-San Remo - 2 etapas del Giro de Italia 1932 - Campeonato del Mundo en Ruta - Giro de la Provincia de Milán (con Raffaele Di Paco) 1933 - Giro de Italia , más 6 etapas |

## Resultados

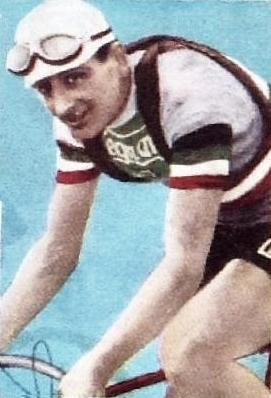

Durante su carrera deportiva consiguió los siguientes puestos en Grandes Vueltas y carreras de un día.

### Grandes Vueltas
| Carrera | Carrera         | 1922 | 1923 | 1924 | 1925 | 1926 | 1927 | 1928 | 1929 | 1930 | 1931 | 1932 | 1933 | 1934 | 1935 | 1936 |
| ------- | --------------- | ---- | ---- | ---- | ---- | ---- | ---- | ---- | ---- | ---- | ---- | ---- | ---- | ---- | ---- | ---- |
|         | Giro de Italia  | —    | —    | —    | 1.º  | 2.º  | 1.º  | 1.º  | 1.º  | —    | Ab.  | 7.º  | 1.º  | Ab.  | 16.º | —    |
|         | Tour de Francia | —    | —    | —    | —    | —    | —    | —    | —    | Ab.  | —    | —    | —    | —    | —    | —    |
|         | Vuelta a España | X    | X    | X    | X    | X    | X    | X    | X    | X    | X    | X    | X    | X    | —    | —    |

### Clásicas, Campeonatos y JJ. OO.
| Carrera         | Carrera           | 1922 | 1923 | 1924 | 1925 | 1926 | 1927 | 1928 | 1929 | 1930 | 1931 | 1932 | 1933 | 1934 | 1935 | 1936 |
| --------------- | ----------------- | ---- | ---- | ---- | ---- | ---- | ---- | ---- | ---- | ---- | ---- | ---- | ---- | ---- | ---- | ---- |
|                 | Milan San Remo    | —    | —    | —    | —    | Ab.  | 2.º  | 2.º  | 1.º  | Ab.  | 1.º  | 2.º  | 6.º  | 46.º | Ab.  | Ab   |
|                 | París-Roubaix     | —    | —    | —    | 7.º  | —    | —    | —    | —    | —    | —    | —    | —    | —    | —    | —    |
|                 | Giro de Lombardía | —    | —    | 4.º  | 1.º  | 1.º  | 1.º  | DQ.  | —    | 2.º  | 1.º  | —    | —    | —    | —    | —    |
| Mundial en Ruta | Mundial en Ruta   | X    | X    | X    | X    | X    | 1.º  | Ab.  | 3.º  | 1.º  | 6.º  | 1.º  | 6.º  | —    | —    | —    |
| Italia en Ruta  | Italia en Ruta    | —    | —    | —    | 2.º  | 1.º  | 1.º  | 1.º  | 1.º  | 2.º  | 11.º | 3.º  | 5.º  | —    | 56.º | —    |

 —: No participa

Ab.: Abandona

X: Ediciones no celebradas

DQ: Descalificado